# Шоу Косби
«Шоу Косби» (англ. The Cosby Show) — американский комедийный сериал, главную роль в котором исполнял комик Билл Косби, который транслировался на NBC в течение восьми сезонов: с 20 сентября 1984 по 30 апреля 1992 года. За этот период был снят 201 эпизод. Шоу фокусируется на богатой афро-американской семье Хакстейбл, живущей в Бруклине, Нью-Йорк.
Согласно «TV Guide», шоу является самым большим хитом 1980-х годов, которое возродило жанр ситкома на NBC. Телеведущий Билл Косби появлялся в рождественских свитерах, получивших с 1980-х годов благодаря ему широкую популярность.
«Entertainment Weekly» заявил что The Cosby Show внесло разнообразие в телевидение, как одно из первых успешных, где в главных ролях были афроамериканцы.
В 1985 году сериал выиграл премию «Эмми» в категории за «Лучший комедийный сериал», а годом ранее «Золотой глобус» в аналогичной категории.

## Рейтинги
«Шоу Косби» является одной из трёх программ (Все в семье и American Idol также имеют подобный рекорд), которые пять раз за свою историю возглавляли рейтинговую таблицу сезона.
| Сезон | Премьера сезона  | Финал сезона   | ТВ сезон | Таймслот      | Ранг                  | Зрители в США (млн)   |
| ----- | ---------------- | -------------- | -------- | ------------- | --------------------- | --------------------- |
| 1     | 20 сентября 1984 | 9 мая 1985     | 1984-85  | Четверг 20:00 | #3                    | 20.546 (24.2 рейтинг) |
| 2     | 26 сентября 1985 | 15 мая 1986    | 1985-86  | Четверг 20:00 | #1                    | 28.948 (33.7 рейтинг) |
| 3     | 25 сентября 1986 | 7 мая 1987     | 1986-87  | Четверг 20:00 | #1                    | 30.503 (34.9 рейтинг) |
| 4     | 24 сентября 1987 | 28 апреля 1988 | 1987-88  | Четверг 20:00 | #1                    | 30.503 (34.4 рейтинг) |
| 5     | 6 октября 1988   | 11 мая 1989    | 1988-89  | Четверг 20:00 | #1                    | 23.14 (25.6 рейтинг)  |
| 6     | 24 сентября 1989 | 3 мая 1990     | 1989-90  | Четверг 20:00 | #1 (делит с Розанной) | 21.27 (23.1 рейтинг)  |
| 7     | 20 сентября 1990 | 2 мая 1991     | 1990-91  | Четверг 20:00 | #5                    | 15.92 (17.1 рейтинг)  |
| 8     | 19 сентября 1991 | 30 апреля 1992 | 1991-92  | Четверг 20:00 | #18                   | 13.81 (16.13 рейтинг) |